# Macrodactylus rufescens
Macrodactylus rufescens är en skalbaggsart som beskrevs av Bates 1887. Macrodactylus rufescens ingår i släktet Macrodactylus och familjen Melolonthidae. Inga underarter finns listade i Catalogue of Life.